# Каміль Косовський (хокеїст)
Каміль Косовський (пол. Kamil Kosowski; народився 17 лютого 1987, Польща) — польський хокеїст, воротар. Виступає за ГКС (Тихи) у Польській Екстралізі.
Вихованець хокейної школи ГКС (Ястшембє). Виступав за СМС I (Сосновець), ГКС (Ястшембє).
У складі національної збірної Польщі учасник чемпіонату світу 2010 (дивізіон I). У складі молодіжної збірної Польщі учасник чемпіонату світу 2006 (дивізіон I). У складі юніорської збірної Польщі учасник чемпіонату світу 2005 (дивізіон I).